# Elektrische Ladung
Die elektrische Ladung oder Elektrizitätsmenge ist eine physikalische Größe, die mit der Materie verbunden ist, wie beispielsweise auch die Masse. Sie bestimmt die elektromagnetische Wechselwirkung und damit, wie Materie auf elektrische und magnetische Felder reagiert und diese hervorruft. Ihr Formelzeichen {\displaystyle \textstyle Q} oder {\displaystyle \textstyle q} ist vom lateinischen Wort ‚quantum‘ abgeleitet. Im Internationalen Einheitensystem (SI) wird die Ladung in der Einheit Coulomb angegeben.
Elementarteilchen können positive, negative oder keine elektrische Ladung tragen. Die Ladung freier Teilchen ist stets ein ganzzahliges Vielfaches der Elementarladung {\displaystyle \textstyle e}, die {\textstyle e=1{,}602\,176\,634\cdot 10^{-19}\,\mathrm {C} } beträgt. Die Ladung des Elektrons ist negativ: {\displaystyle \textstyle -e}, die des Protons positiv: {\displaystyle \textstyle +e}. Bei Atomen und anderen zusammengesetzten Teilchen addieren sich die einzelnen Ladungen. Ist die Gesamtladung null, so heißt das zusammengesetzte Teilchen neutral. In einem abgeschlossenen System ist die Gesamtladung unveränderlich (Ladungserhaltung). Die Ladung eines Teilchens ist im Rahmen der Relativitätstheorie in jedem Bezugssystem gleich, also eine Lorentz-Invariante.
Die Elektrostatik betrachtet ruhende Ladungen und rein elektrische Felder. Die Coulombkraft zwischen positiv und negativ geladenen Körpern ist anziehend, zwischen gleichnamigen Ladungen (also Ladungen gleichen Vorzeichens) abstoßend. Ausgedehnte physikalische Systeme enthalten stets etwa gleich viele positive und negative Elementarladungen. Schon relativ kleine Überschussladungen können beträchtliche Feldstärken und Kräfte bewirken (Beispiel: Gewitter).
Bewegte elektrische Ladungen bilden einen elektrischen Strom. Sie erzeugen elektromagnetische Felder, und ihre Bewegung wird durch solche beeinflusst. Dieses Verhalten wird in der klassischen Elektrodynamik beschrieben.
Auf mikroskopischer Ebene ist die elektromagnetische Wechselwirkung zwischen Ladungen zusammen mit quantenmechanischen Effekten wie dem Pauli-Prinzip die Ursache für Zusammenhalt und Struktur der Materie.
Die elektrische Ladung ist eine von mehreren Arten von Ladung, die bei Elementarteilchen auftreten können.

## Alltagsbeobachtungen

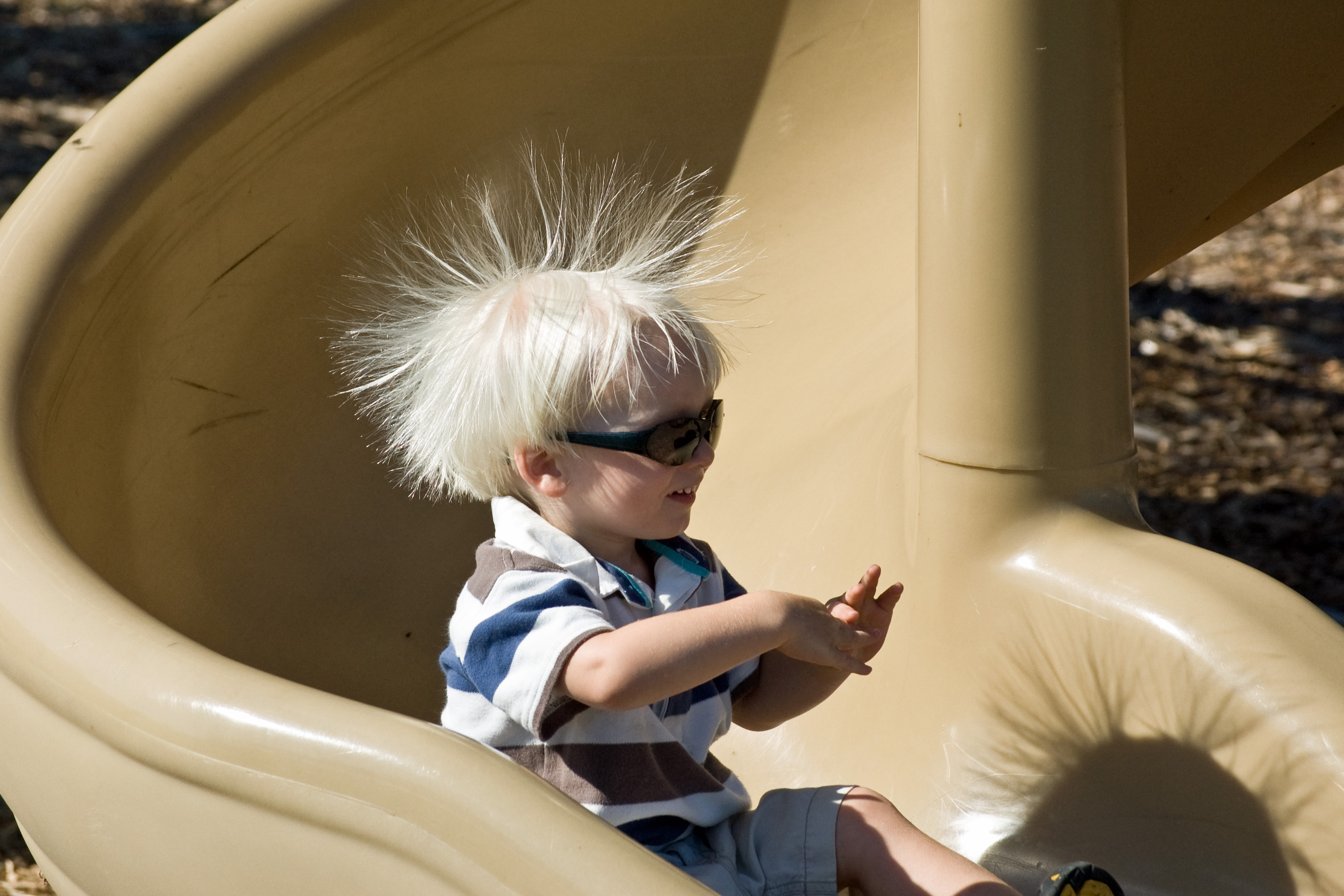
Aufgestellte Haare nach Aufladung mit Reibungselektrizität

Nahezu alle im Alltag beobachtbaren physikalischen Phänomene basieren auf einer von zwei fundamentalen Wechselwirkungen, der Schwerkraft oder der Wechselwirkung elektrischer Ladungen. Zur Erklärung der chemischen Prozesse und allgemein der erfahrbaren Eigenschaften der Materie sind elektrische Kräfte zwischen den Elektronenhüllen von Atomen wesentlich – auch wenn man zum vollen Verständnis oft quantenmechanische Eigenschaften wie etwa den Spin berücksichtigen muss.
Auch geladene Gegenstände können sich durch Kräfte bemerkbar machen. Wenn Verpackungsmaterial, zum Beispiel kleine Polystyrolteile, scheinbar von selbst Bewegungen ausführt, steckt die elektrostatische Anziehung oder Abstoßung von geladenen Teilchen dahinter.

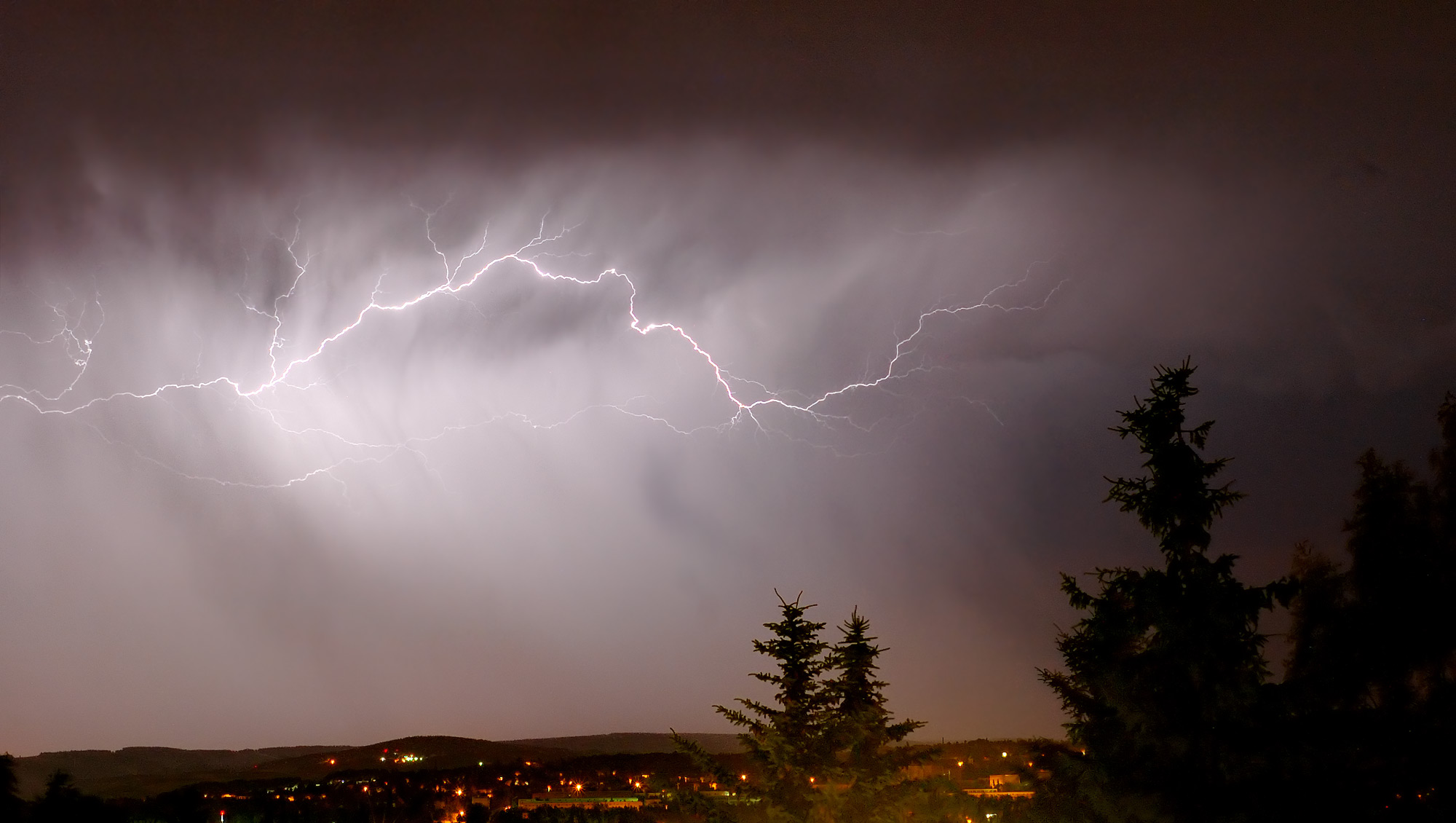
Blitz zwischen Wolken

Eine eindrucksvolle Folge elektrischer Aufladungen durch Reibungselektrizität sind Gewitterblitze. Luft ist normalerweise ein Isolator, aber bei hoher Spannung kommt es zu einem Durchschlag. In Blitzen kommt es zu einem schlagartigen Ladungsausgleich zwischen unterschiedlich geladenen Bereichen in der Gewitterzelle oder – seltener – zwischen einem Bereich in der Gewitterzelle und dem Erdboden. Kleine Funken, die von einem Knistern begleitet werden, können auch beim An- und Ausziehen von Kleidungsstücken oder beim Kämmen entstehen.
Der Mensch besitzt kein spezifisches Sinnesorgan für elektrische Ladung. Er kann sie lediglich indirekt wahrnehmen, wenn der Strom durch den Körper bzw. die am Hautwiderstand abfallende Spannung den Schwellenwert des Aktionspotentials der Neuronen erreicht. Ein leichter elektrischer Schlag wird, wie oben schon erwähnt, beim Ausziehen von Kleidungsstücken gespürt oder wenn man über einen Teppichboden geht und anschließend eine Türklinke berührt. Elektrischer Strom kann ziehende Schmerzen im Zahnnerv auslösen, wenn im Mund elektrochemisch unterschiedliche Metalle (beispielsweise Aluminiumfolie und Amalgam) in Kontakt sind und sich ein Lokalelement bildet. In gleicher Weise wird ein Kribbeln in der Zunge durch Stromfluss hervorgerufen, wenn man mit feuchter Zunge beide Pole einer geeigneten Batterie berührt.
Aber auch, dass feste Materie einander abstößt und man nicht durch feste Materie greifen kann, liegt an der Coulomb-Kraft, die ihrerseits wieder von der elektrischen Ladung abhängt.

## Geschichte

### Namensgebung

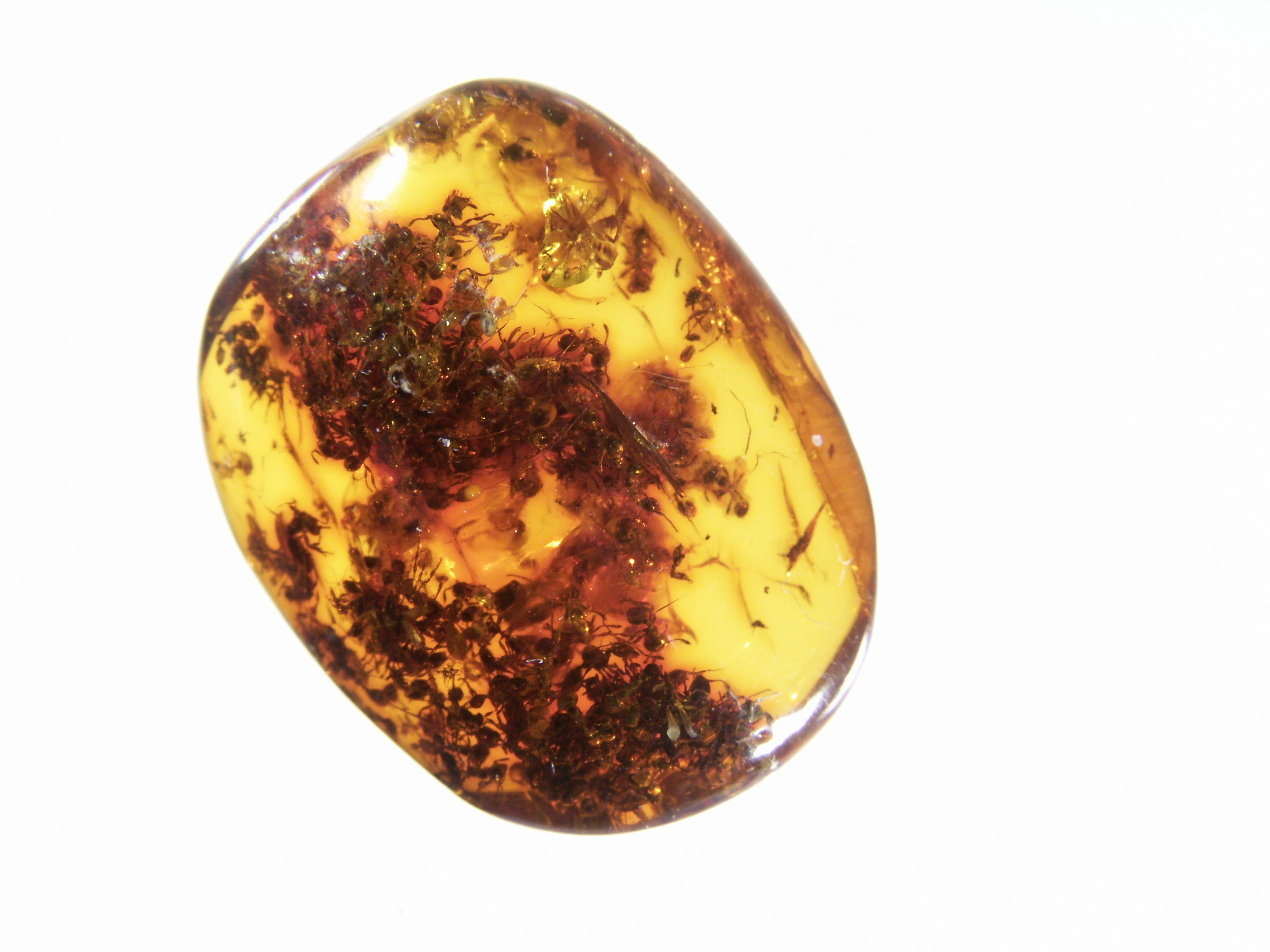
Die Bezeichnung „Elektrizität“ ist an das griechische Wort für Bernstein angelehnt.

Vermutlich wurden bereits um 550 v. Chr. von Thales von Milet im antiken Griechenland Experimente durchgeführt, bei denen die von elektrischen Ladungen ausgehenden Kräfte beobachtet wurden. Es wurde beispielsweise eine von einem Stück Bernstein (griechisch ηλεκτρόν elektron) ausgehende anziehende Kraft auf Vogelfedern oder Haare festgestellt, nachdem der Bernstein an einem trockenen Fell gerieben worden war.
Der Hofarzt der Königin Elisabeth I., William Gilbert, setzte die Arbeiten von Petrus Peregrinus aus dem 13. Jahrhundert fort und fand heraus, dass andere Stoffe ebenfalls durch Reibung elektrisiert werden können. Er führte in seinem 1600 erschienenen Buch De Magnete, Magnetisque Corporibus, et de Magno Magnete Tellure (deutsch etwa „Über den Magneten, Magnetische Körper und den großen Magneten Erde“) den dem Neulateinischen entlehnten Begriff „electrica“ für die Erscheinungen ein, die er im Zusammenhang mit dem Bernstein entdeckte. Später wurde dieser Begriff als Elektron zur Bezeichnung für den Träger der negativen Elementarladung, das 1891 von George Johnstone Stoney so bezeichnete und 1897 von Joseph John Thomson nachgewiesene Elektron (auch der geriebene Bernstein nimmt eine negative Ladung an).

### Eine oder zwei Ladungsarten

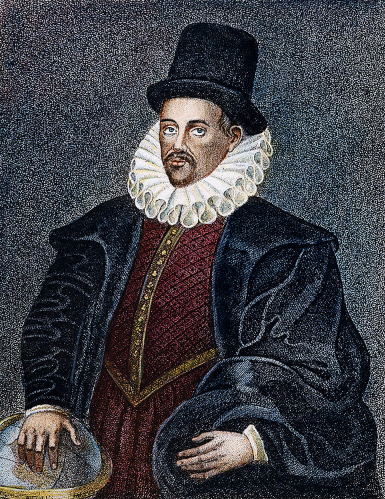
William Gilbert gilt als der Begründer der Elektrizitätslehre.

William Gilbert gilt wegen seiner Arbeiten als Begründer der Elektrizitätslehre. Er unterschied als Erster zwischen elektrischer und magnetischer Anziehung. Seine Erklärung für die Anziehungskraft eines geriebenen Bernsteins auf andere Körper bestand darin, dass er ein in allen durch Reibung beeinflussbaren Körpern befindliches „imponderables“ (also unwägbar leichtes) Fluidum annahm, das durch die Wärme bei der Reibung austräte und den Körper wie eine Dunstwolke umgäbe. Andere Stoffe würden beim Eindringen in diesen Dunst angezogen, analog zur Anziehung eines Steins durch die Erde. In Gilberts Fluidumstheorie bzw. Fluidumshypothese klingt aus heutiger Sicht etwas vom modernen Begriff des Feldes an. Die Unterschiede sind jedoch beträchtlich, insbesondere weil der Dunst aus ausgetretenem Fluidum besteht. Otto von Guericke beschäftigte sich in seinen späten Arbeiten mit statischer Elektrizität, von seinen Ergebnissen ist allerdings wenig erhalten. Er erfand 1672 eine einfache Elektrisiermaschine, mit deren Hilfe er eine ganze Reihe von Phänomenen beobachten konnte, etwa die Influenz, die Leitung von elektrischer Ladung, die Leuchtwirkung (Elektrolumineszenz) und die Tatsache, dass sich zwei gleichnamig elektrisierte Körper abstoßen. Bis dahin wusste man nur von der Anziehungswirkung der Elektrizität, Gilberts Erklärungsversuch des einen Fluids reichte nun nicht mehr aus.
  
Charles du Fay erkannte 1733 bei Versuchen mit der Reibungselektrizität, dass sich die beiden Arten von Elektrizität gegenseitig neutralisieren konnten. Er bezeichnete die Elektrizitätsarten als Glaselektrizität (französisch électricité vitreuse) und Harzelektrizität (französisch électricité résineuse). Dabei entspricht die Glaselektrizität in der heutigen Bezeichnungsweise der positiven Ladung. Jean-Antoine Nollet entwickelte aus diesen Versuchen die sogenannte „Zweiflüssigkeitstheorie“ oder auch dualistische Theorie, wie sie auch Robert Symmer vertrat. Demnach umgeben die beiden Elektrizitätssorten als „zwei Fluide“ (das Effluvium und das Affluvium) die elektrisierten Körper. Ein elektrisch neutraler Körper enthält nach dieser Theorie die gleiche Menge beider Fluida. Bei der innigen Berührung zweier Körper geht dann vom einen Körper positives Fluidum auf den anderen über, während der andere Körper die gleiche Menge negativen Fluidums an den ersten abgibt. Diese Sprechweise prägte das Denken über die Natur der Elektrizität im 18. Jahrhundert und lebt noch heute in den „zwei Ladungsarten“ (positive Ladung vs. negative Ladung) weiter.

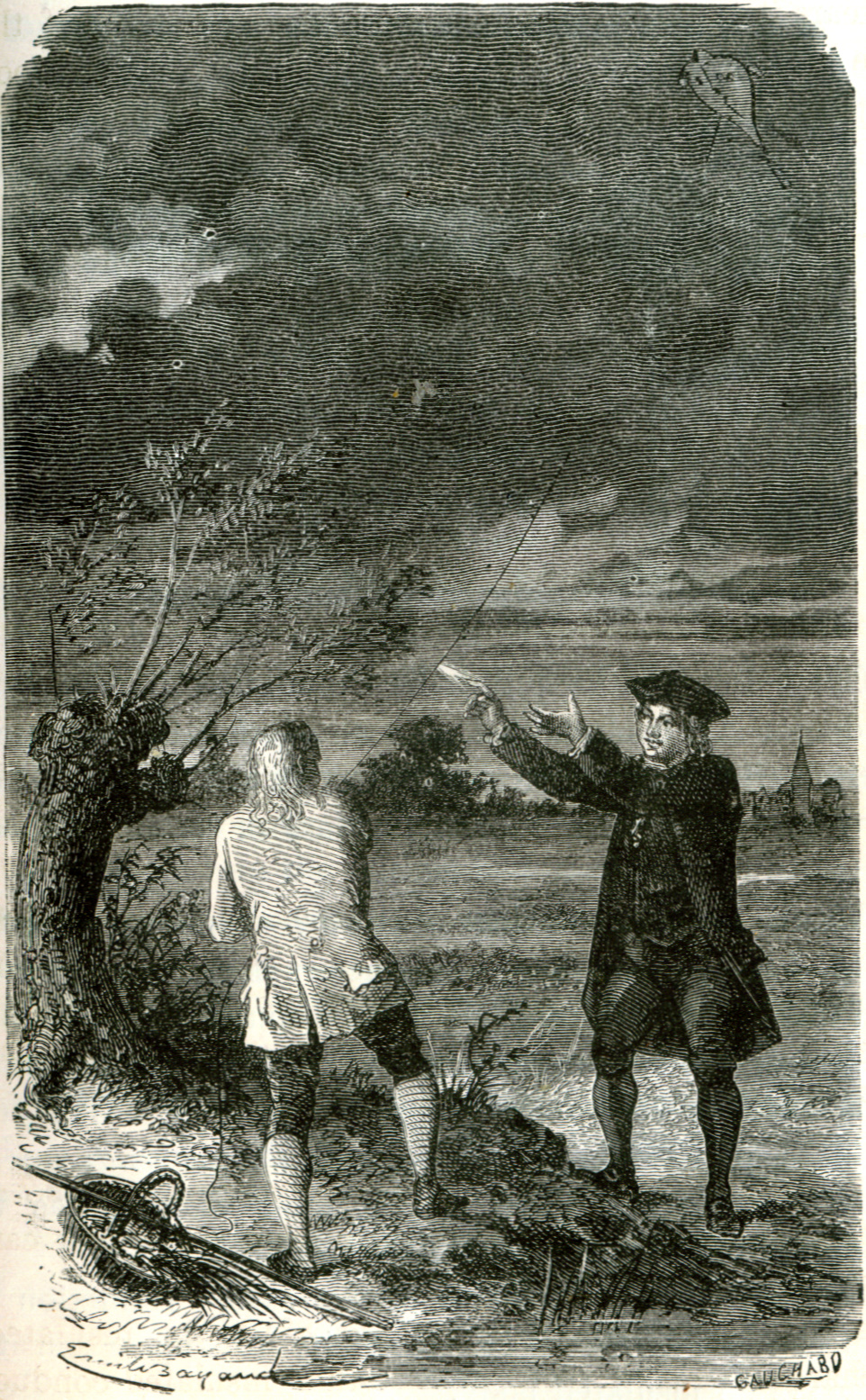
Benjamin Franklins Drachenexperiment während eines Gewitters: Er interpretierte als Erster Blitze als gigantische Funken.

Im von Benjamin Franklin – zum Thema der elektrischen Erscheinungen – verfassten Buch Experiments and Observations on Electricity prägte dieser die Bezeichnung Ladung (engl. charge). Vorher musste von „Körpern, die in einen elektrischen Zustand versetzt worden sind“ gesprochen werden, Franklin führte eine Sichtweise wie beim belasteten und unbelasteten Konto ein, wo durch Reibung Umverteilungen eintraten. William Watson kam zur selben Zeit zu einer vergleichbaren Einschätzung. Nach dieser unitarischen Theorie oder Einflüssigkeitstheorie ist also das einzige Fluidum in einer bestimmten Normalmenge auf elektrisch neutral erscheinenden Körpern vorhanden. Bei der Reibung zweier Körper aneinander gehe dann eine gewisse Menge dieses Fluidums von einem auf den anderen Körper über, sodass die Veränderung des Aufenthaltsortes des Fluidums bewirkt, dass der eine Körper positiv geladen, der andere gleich stark negativ aufgeladen ist. Franklin konnte mit seiner Sichtweise nicht erklären, weshalb zwei gleichermaßen von Ladung entleerte Körper einander abstoßen, erst Franz Ulrich Theodor Aepinus behob diesen Mangel. In heutiger Sprechweise sah er die Stoffteilchen beim Entfernen der Ladungen gewissermaßen in einem ionisierten Zustand.
Die Annahme Franklins, dass die Elektrizität des Glases existent und die Harzelektrizität ein Mangel ist und dass bei der Berührung von geladenen und ungeladenen Körpern die Elektrizität immer nur in eine Richtung strömt, legte es nahe, dass – in heutiger Bezeichnungsweise – sich stets die positiven Ladungen bewegen. Vermutlich wurde Franklin zu dieser Annahme durch die Art der beobachtbaren Leuchterscheinungen bei seinen Versuchen mit geladenen Metallspitzen geleitet.
Mit dieser neuerlichen Theorie der Elektrizität als „einem Fluid“ wurde der Idee der Ladungserhaltung zum Durchbruch verholfen. Die Ladungen werden durch Reibung nicht erzeugt, sondern lediglich voneinander getrennt. Da die Kraftrichtung zwischen zwei Ladungen mit Hilfe des Zweiflüssigkeitsmodells einfach mit dem Vorzeichen der beteiligten Ladungen beschrieben werden kann, nahm Charles Augustin de Coulomb das dualistische Modell der „zwei Fluide“ an und legte die Existenz zweier Ladungsarten zugrunde. Aus heutiger Sicht kann man mit beiden Modellen das gleiche Ergebnis erhalten.
Im deutschsprachigen Raum wurde die Bezeichnungsweise von Franklin vermutlich vor allem durch Leonhard Euler bzw. Georg Christoph Lichtenberg verbreitet.

### Quantitative Experimente

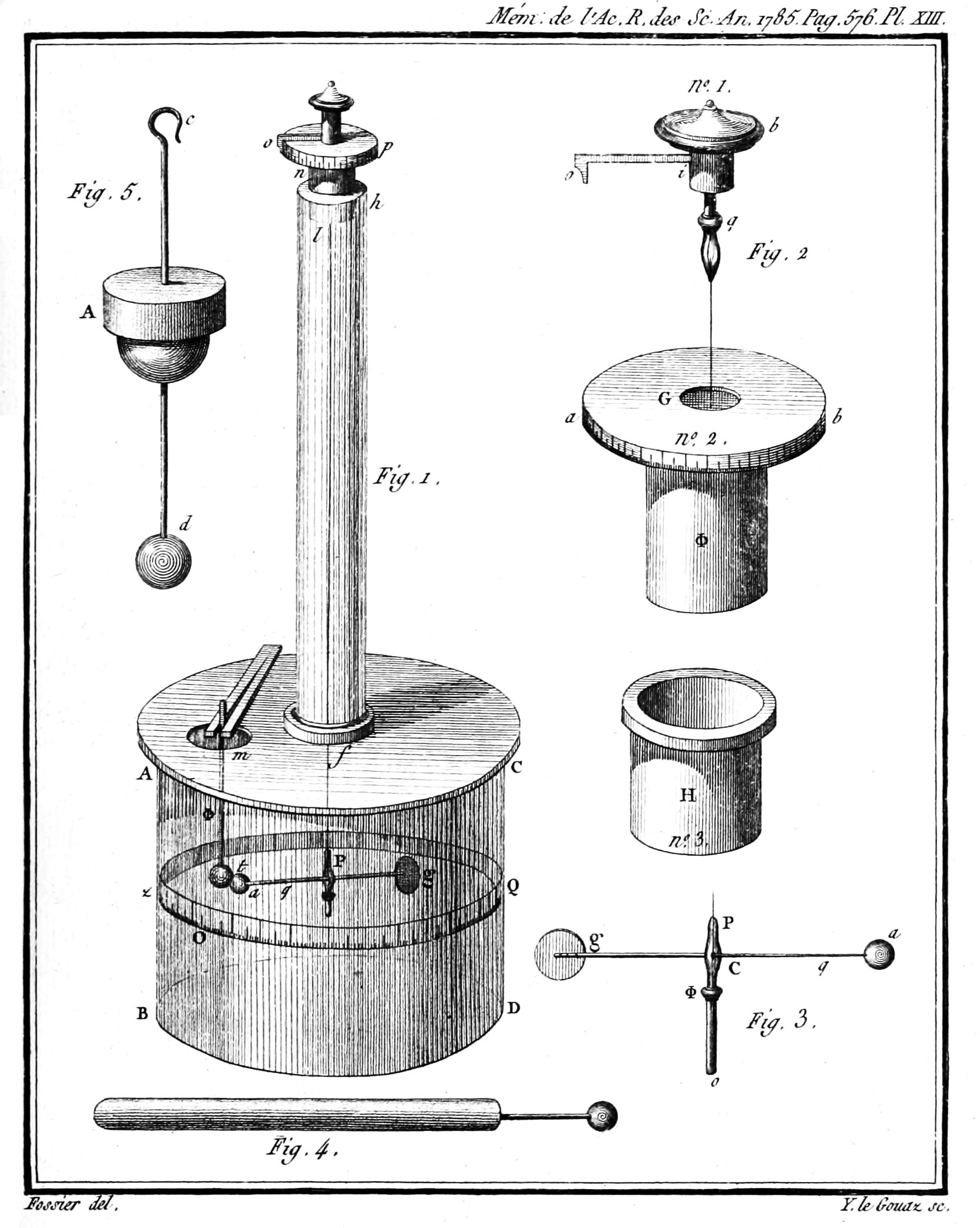
Coulomb konstruierte eine Torsionsdrehwaage, die eine Messung der zwischen Ladungen wirkenden Kraft ermöglichte.

Robert Boyle stellte 1675 fest, dass elektrische Anziehung bzw. Abstoßung auch durch ein Vakuum hindurch erfolgt, Francis Hauksbee vertiefte diese Untersuchungen anhand von elektrischen Leuchterscheinungen im Vakuum. Stephen Gray teilte 1729 Materialien in elektrisch leitfähig und elektrisch isolierend ein und demonstrierte, dass auch der menschliche Körper Strom leiten konnte.
Im letzten Viertel des 18. Jahrhunderts verlagerte sich der Schwerpunkt der mittlerweile (nachdem mit der Leidener Flasche ein eindrucksvolles Experimentiermittel gefunden worden war) sehr populären Auseinandersetzung mit der Elektrizitätslehre hin zu quantitativen Untersuchungen zur Elektrostatik. Besondere Beiträge zur Forschung wurden von Joseph Priestley und Charles Augustin de Coulomb erbracht. Coulomb veröffentlichte 1785 das coulombsche Gesetz, das besagt, dass der Betrag dieser Kraft zwischen zwei geladenen Kugeln proportional zum Produkt der beiden Ladungsmengen und umgekehrt proportional zum Quadrat des Abstandes der Kugelmittelpunkte ist. Die Kraft wirkt je nach Vorzeichen der Ladungen anziehend oder abstoßend in Richtung der Verbindungsgeraden der Mittelpunkte.
Die 1832 von Michael Faraday formulierten faradayschen Gesetze stellen einen Zusammenhang zwischen geflossener elektrischer Ladung und Stoffumsatz (an den Elektroden abgeschiedene Stoffmenge) bei der Elektrolyse her. In einem 1833 vor der Royal Society gehaltenen Vortrag wies Faraday nach, dass die bis dahin als „unterschiedliche Elektrizität“ aufgefasste „statische“ (oder „gewöhnliche“), die „atmosphärische“, die „physiologische“ (oder „tierische“), die „Volta’sche“ (oder „Berührungselektrizität“) und die „Thermoelektrizität“ in Wahrheit nur unterschiedliche Aspekte des einen – von ihm als „Magnetelektrizität“ bezeichneten – physikalischen Prinzips darstellten. Somit war auch klar, dass die elektrische Ladung die Grundeigenschaft der Materie für alle diese Phänomene ist. Ein wichtiger Beitrag von Michael Faraday zur Theorie der Elektrizität war die systematische Einführung des Feldbegriffs zur Beschreibung elektrischer und magnetischer Phänomene.
Im Jahr 1873 entdeckte Frederick Guthrie, dass ein positiv geladenes Elektroskop entladen wird, wenn man ein geerdetes, glühendes Metallstück in die Nähe bringt. Bei negativ geladenem Elektroskop passiert nichts, woraus folgte, dass glühendes Metall nur negative Ladung abgeben und dieser elektrische Strom nur in eine Richtung fließen kann. Thomas Edison hat diese Erscheinung im Jahr 1880 bei Experimenten mit Glühlampen wiederentdeckt und meldete 1883 eine darauf beruhende Anwendung zum Patent an. Den „glühelektrischen Effekt“ nennt man nach Edison und Richardson, dem für die Erklärung der Nobelpreis 1928 verliehen wurde, Edison-Richardson-Effekt.
Im Jahre 1897 konnte Joseph John Thomson nachweisen, dass Kathodenstrahlen aus Elektronen bestehen. Durch ein stark verbessertes Vakuum konnte er für diese das Verhältnis von Ladung zu Masse bestimmen. Thomson vermutete, dass die Elektronen bereits in den Atomen der Kathode vorhanden waren, und stellte 1903 erstmals ein Atommodell auf, das den Atomen eine innere Struktur zuschreibt.
Der diskrete Charakter der elektrischen Ladung, der schon im 19. Jahrhundert von Faraday im Zuge seiner Elektrolyseversuche vorhergesagt worden war, konnte 1910 von Robert Andrews Millikan im sogenannten Millikan-Versuch bestätigt werden. In diesem Versuch wurde der Nachweis geführt, dass geladene Öltröpfchen stets mit einem ganzzahligen Vielfachen der Elementarladung geladen sind, er lieferte auch einen brauchbaren Zahlenwert für die Größe der Elementarladung.

## Eigenschaften der elektrischen Ladung

### Gesamtladung
Die elektrische Ladung kann positive oder negative Werte annehmen. Man spricht oft von zwei Arten von elektrischen Ladungen. Beispielsweise hat ein Elektron oder ein Myon die Ladung −1 e, ein Positron oder ein Proton die Ladung +1 e.
Ein Teilchen und sein Antiteilchen besitzen genau die entgegengesetzt gleiche Ladungsmenge. Beispielsweise trägt das Antiproton, Antiteilchen des Protons, die Ladung −1 e.

Li^{+} mit drei Protonen (rot) und zwei Elektronen (blau). In Einheiten der Elementarladung beträgt die Gesamtladung (+3) + (−2) = +1.

Die absolute Ladung eines Körpers oder einer Stoffmenge ist die Summe aller enthaltenen Elementarladungen. Dafür werden auch die Bezeichnungen Gesamtladung, Nettoladung oder Überschussladung verwendet. Die Bedeutung dieses Begriffs beruht darauf, dass sich die elektrischen Wirkungen positiver und negativer Ladungen aufheben, wenn ihr gegenseitiger Abstand vernachlässigbar klein ist gegenüber dem Abstand zum Wirkort. So wirkt das abgebildete Lithium-Ion in Abständen von einigen Nanometern wie ein einziger Ladungsträger mit einfach positiver Ladung und wird auch so geschrieben, Li+. Die Aufhebung funktioniert auch mit Hunderten Milliarden Ladungsträgern exakt, wie etwa bei den bereits beschriebenen Öltröpfchen Millikans.
Als elektrisch neutral wird einerseits ein Teilchen bezeichnet, das keine Ladung trägt (zum Beispiel ein Neutron, im Lithium-Atom-Bild grau). Andererseits wird auch ein Körper neutral genannt, der gleich viele positive und negative Elementarladungen trägt, etwa ein Heliumatom mit zwei Protonen und zwei Elektronen.
Von einer Ladungstrennung spricht man, wenn in bestimmten Raumbereichen Ladungen eines Vorzeichens überwiegen, dort die absolute Ladung also nicht null ist. Bei Ladungstrennungen innerhalb eines Körpers bzw. Bauteils ist also die Angabe der Gesamtladung nicht ausreichend. Beispielsweise kann die Gesamtladung sowohl des geladenen wie des ungeladenen Kondensators null sein. Während aber die Platten des ungeladenen Kondensators jede für sich elektrisch neutral ist, tragen die Platten des geladenen Kondensator entgegengesetzt gleiche Überschussladungen, die vor allem zwischen den Platten ein elektrisches Feld erzeugen. Dort etwa vorhandene Öltröpfchen werden polarisiert.

### Ladungserhaltung
Unter Ladungserhaltung versteht man das Phänomen, dass in jedem abgeschlossenen System die vorhandene Menge an elektrischer Ladung zeitlich konstant bleibt. Dieses Phänomen hat Konsequenzen: Wenn aus elektromagnetischer Strahlung bzw. Photonen Materie entsteht, dann muss dies so geschehen, dass keine Ladung erzeugt wird. Es entsteht deswegen bei der Paarbildung beispielsweise gleichzeitig ein Elektron und dessen Antiteilchen, das Positron. Damit ist die erzeugte Gesamtladung null, die Ladungsmenge bleibt erhalten. Ebenso verhält es sich bei der Umkehrung dieses Vorgangs, der Paarvernichtung eines Teilchen-Antiteilchen-Paares, bei der die vernichtete Gesamtladung ebenfalls null ist.
Wie bei jedem grundlegenden physikalischen Erhaltungssatz beruht der Satz von der Erhaltung der elektrischen Ladung auf Beobachtungen und Experimenten. Bisher haben alle diesbezüglich relevanten Experimente die elektrische Ladungserhaltung bestätigt – zum Teil mit sehr hoher Genauigkeit. In der formalen theoretischen Beschreibung der Elektrodynamik wird die Ladungserhaltung durch eine Kontinuitätsgleichung ausgedrückt, die eine Folgerung aus den maxwellschen Gleichungen ist (siehe Abschnitt Ladung und elektrischer Strom). Eine abstraktere Eigenschaft der Elektrodynamik ist ihre Invarianz (oft auch Symmetrie genannt) unter Eichtransformationen, aus der sich die Quantenelektrodynamik als Eichtheorie ergibt. Nach dem noetherschen Theorem ist mit der Invarianz der Elektrodynamik unter Eichtransformationen ebenfalls die elektrische Ladung als Erhaltungsgröße verknüpft.
Im scheinbaren Widerspruch zur Ladungserhaltung steht die Redeweise von einer Ladungserzeugung oder Aufladung. Damit ist aber eine lokale Anhäufung von Ladungen eines Vorzeichens gemeint, also eigentlich eine Ladungstrennung (und keine Erzeugung).

### Aufladung
Zur Aufladung (im Sinne einer Überschussladung) eines zuvor neutralen Körpers muss er Ladungsträger aufnehmen oder abgeben. Aber auch bei einer ungleichmäßigen Ladungsverteilung in einem insgesamt neutralen Körper spricht man von „Aufladung“. Dies geschieht etwa aufgrund eines anliegenden elektrischen Feldes oder durch Bewegungen in molekularem Maßstab. Bei einem polarisierten Material liegt die Ladung gebunden vor, bei der Influenz werden „frei bewegliche“ Ladungsträger in einem Leiter verschoben.
Ein aus dem Alltag bekannter Mechanismus zur Trennung von Ladungen ist die Reibung. Wenn man beispielsweise einen Luftballon an einem Pullover reibt, dann werden Elektronen von einem Material auf das andere übertragen, sodass Elektronen und der zurückbleibende Atomrumpf getrennt werden. Solche Reibungselektrizität ist ein Spezialfall der Berührungselektrizität. Der Bandgenerator nutzt sowohl Berührungselektrizität als auch Influenz.
In Batterien und Akkumulatoren werden chemische Reaktionen ausgenutzt, um eine große Menge von Ladungsträgern (Elektronen bzw. Ionen) umzuverteilen. Wie beim Kondensator bleibt die Gesamtladung null. Anders als bei diesem steigt jedoch die Spannung dabei nicht nahezu linear an, sondern bleibt etwa konstant. Deshalb wird die Kapazität als Energiespeicher beim Kondensator in Farad (= Coulomb pro Volt) angegeben, während die Kapazität einer Batterie als Ladungsmenge charakterisiert wird – in Amperestunden, wobei 1 Amperestunde gleich 3600 Coulomb ist.
Ladungstrennung kann auch durch elektromagnetische Wellen, zum Beispiel Licht, hervorgerufen werden: Lässt man Licht ausreichend hoher Frequenz auf eine Metalloberfläche treffen und platziert im Vakuum eine zweite Metallplatte in der Nähe, entsteht eine Ladungsdifferenz zwischen ihnen, weil durch das Licht Elektronen aus der ersten Platte herausgelöst werden, die sich teilweise zur zweiten Platte bewegen (äußerer photoelektrischer Effekt).

### Relativistische Invariante
Die Ladung {\displaystyle Q} eines Körpers ist nicht nur eine Erhaltungsgröße, sondern auch unabhängig von seiner Geschwindigkeit. Das heißt, die elektrische Ladung ist eine relativistische Invariante, die Gesamtladung eines Gegenstandes wird nicht durch die Längenkontraktion verändert. Diese Eigenschaft hat die Ladung mit der invarianten Masse eines Systems gemeinsam, unterscheidet sie aber beispielsweise von der Energie. Aus diesem Beispiel kann man erkennen, dass relativistische Invarianz selbst für Erhaltungsgrößen nicht selbstverständlich, sondern eine zusätzliche Eigenschaft ist.
Auf rechnerischer Ebene lässt sich die relativistische Invarianz der Ladung {\displaystyle Q} verstehen, indem man sie als Volumenintegral über die Ladungsdichte {\displaystyle \rho } auffasst:
{\displaystyle Q=\iiint \rho \,\mathrm {d} V}
Unter einer Lorentz-Transformation transformiert sich die Ladungsdichte wie die Zeitkomponente eines Vierervektors, erfährt also eine Veränderung analog der Zeitdilatation; das Volumenelement {\displaystyle \mathrm {d} V} erfährt dagegen eine Lorentz-Kontraktion. Diese beiden Effekte heben sich genau auf, sodass die Ladung selbst unverändert bleibt.
Interferenzversuche (beispielsweise von Claus Jönsson) mit Elektronen verschiedener Geschwindigkeiten zeigen direkt, dass ihre Ladung unabhängig von der Geschwindigkeit ist. Außerdem müsste sich sonst bei Temperaturänderung die Ladung eines Festkörpers ändern, weil die Geschwindigkeit seiner Bestandteile aufgrund der gestiegenen thermischen Energie zugenommen hat, die Elektronen aber im Mittel eine viel größere Geschwindigkeit erhalten als die massereicheren positiven Atomkerne. Auch sind Wasserstoffmoleküle und Heliumatome (beide enthalten zwei Protonen und zwei Elektronen) elektrisch neutral, obwohl sich die relativen Geschwindigkeiten ihrer Bestandteile deutlich unterscheiden.

### Quantencharakter
Elektrisch geladene Materie kann keine beliebigen Ladungsmengen tragen. Die Ladungen aller bekannten Elementarteilchen sind experimentell vermessen worden mit dem Ergebnis, dass alle Leptonen und ihre Antiteilchen immer ganzzahlige Vielfache der Elementarladung {\displaystyle e} tragen. Von den Bausteinen der Atome tragen Proton und Elektron die Ladung {\displaystyle +e} bzw. {\displaystyle -e}, das Neutron keine (elektrische) Ladung. Zwar tragen Quarks die Ladung {\displaystyle -{\tfrac {1}{3}}~e} oder {\displaystyle +{\tfrac {2}{3}}~e}, aber Quarks treten niemals frei auf (siehe Confinement), sondern immer nur in gebundenen Zuständen, den Hadronen, die wiederum immer ganzzahlige Vielfache der Elementarladung tragen. Somit tragen alle frei auftretenden Teilchen ganzzahlige Vielfache der Elementarladung.
Dies wird theoretisch im elektroschwachen Modell begründet, indem die elektrische Ladung auf die schwache Hyperladung und den schwachen Isospin zurückgeführt wird. Warum jedoch die schwache Hyperladung und der schwache Isospin nur bestimmte Werte annehmen, kann durch das Modell nicht erklärt werden. Daher ist bislang auch die „Ursache“ der beobachteten Quantisierung der Ladung ungeklärt; sie gehört nach Meinung von John David Jackson zu den größten Geheimnissen der Physik. Nach Paul Diracs Überlegung zu einem magnetischen Monopol würde die Existenz eines solchen Teilchens – und damit magnetischer Ladungen – die Ladungsquantisierung zwanglos auf die Quantisierung des Drehimpulses zurückführen. Überlegungen aus der Quantenfeldtheorie führen die Ladungsquantisierung auf die Forderung nach Anomaliefreiheit des Standardmodells zurück.
Außerhalb atomarer Strukturen ist es in der Regel zulässig, die Ladung als kontinuierliche Größe anzusehen. Selbst eine winzige Stromstärke von 1 Nanoampere bedeutet einen gerichteten Ladungstransport von rund sechs Milliarden Elektronen pro Sekunde. Damit sind einzelne Elementarladungen in den meisten Aspekten der Elektrotechnik nicht erkennbar. Eine Ausnahme ist das „Schrotrauschen“.

### Elektrische Ladung in der Quantenfeldtheorie
Im Rahmen der Quantenfeldtheorie ist die Elementarladung die Kopplungskonstante der elektromagnetischen Wechselwirkung. Aus dem Blickwinkel der Renormierungsgruppe sind allerdings die Kopplungskonstanten von Quantenfeldtheorien keine Konstanten, sondern von der Energieskala abhängig. Auch die Elementarladung ist abhängig von der Energieskala, wobei sie mit steigender Energie größer wird. Das bedeutet, dass bei sehr hohen Energien die Wechselwirkung zwischen geladenen Teilchen stärker ist. Als Folge davon sind bei hohen Energien Teilchenreaktionen durch die elektromagnetische Wechselwirkung wahrscheinlicher. Die Wahrscheinlichkeit, dass beispielsweise beim Zusammenprall zweier Elektronen ein Elektron-Positron-Paar gebildet wird, steigt mit der Energie des Zusammenpralls.
Das elektroschwache Modell besagt, dass sowohl der Elektromagnetismus als auch die schwache Wechselwirkung nur effektive Wechselwirkungen bei niedrigen Energien sind, die durch eine spontane Symmetriebrechung mittels des Higgs-Mechanismus entstehen. Die elektromagnetische Wechselwirkung wird dabei durch den ungebrochenen Anteil der Symmetrie beschrieben, sodass sich nach dem Fabri-Picasso-Theorem eine elektrische Ladung definieren lässt. Bei höheren Energien treten nach dem Modell zwei andere Wechselwirkungen an die Stelle des Elektromagnetismus sowie der schwachen Wechselwirkung und die elektrische Ladung wird durch die schwache Hyperladung und den schwachen Isospin ersetzt. Demnach kann die elektrische Ladung in gewissem Sinne als aus diesen beiden Ladungstypen zusammengesetzt betrachtet werden.
Die Symmetrie positiver und negativer Ladung ist für die Quantenfeldtheorie von Bedeutung. Die Transformation, die in einem Teilchensystem alle Vorzeichen der elektrischen Ladungen umkehrt, wird C genannt. Weitere wichtige Transformationen im Folgenden sind P, die Punktspiegelung des Raumes am Nullpunkt, und T die Umkehr der Zeitrichtung. Das CPT-Theorem, eine fundamentale Aussage über alle Quantenfeldtheorien, besagt, dass Streuprozesse genau gleichartig ablaufen, wenn man alle diese drei Transformationen auf das System anwendet. Dies gilt im Allgemeinen nicht für die einzelnen Transformationen, da es paritätsverletzende und CP-verletzende Prozesse gibt. Die Elektrodynamik ist jedoch sowohl P- als auch C-erhaltend.

## Zusammenhang mit anderen Größen

### Elektrische Ladung als Fundament der Elektrizitätslehre

Darstellung von elektrischen Feldlinien zwischen zwei entgegengesetzten Ladungen gleichen Betrags

Elektrisch geladene Körper erzeugen elektrische Felder und werden selbst von solchen Feldern beeinflusst. Zwischen den Ladungen wirkt die Coulombkraft, deren Stärke – verglichen mit der Gravitationskraft zwischen den Ladungsträgern – sehr groß ist. Sie wirkt zwischen einer positiven und einer negativen Ladung anziehend, zwischen zwei gleichnamigen Ladungen abstoßend. Dabei spielt im coulombschen Gesetz auch der Abstand der Ladungen eine Rolle. Mit ruhenden elektrischen Ladungen, Ladungsverteilungen und den elektrischen Feldern geladener Körper beschäftigt sich die Elektrostatik.
Bei der Aufladung von Körpern muss man Energie aufwenden, um entgegengesetzte Ladungen, die sich gegenseitig anziehen, zu trennen. Diese Energie liegt nach der Ladungstrennung als elektrische Feldenergie vor. Die elektrische Spannung gibt an, wie viel Arbeit bzw. Energie nötig ist, um ein Objekt mit einer bestimmten elektrischen Ladung im elektrischen Feld zu bewegen.
Wenn sich elektrische Ladungen bewegen, spricht man von elektrischem Strom. Die Bewegung von elektrischen Ladungen führt zu magnetischen Kräften und elektromagnetischen Feldern; dies wird durch die maxwellschen Gleichungen und die spezielle Relativitätstheorie beschrieben. Mit bewegten Ladungen in allgemeinerer Form beschäftigt sich dabei die Elektrodynamik. Die Wechselwirkung geladener Teilchen, die mittels Photonen erfolgt, ist wiederum Gegenstand der Quantenelektrodynamik.

### Ladungsdichte und elektrisches Feld
Diese Beschreibung von elektrischen Wechselwirkungen zwischen Elementarteilchen ist praktisch nur bei Systemen mit wenigen Teilchen durchführbar. Für viele Betrachtungen reicht es jedoch völlig aus, mit räumlich und zeitlich geeignet gemittelten Größen zu arbeiten, weil die nicht beachteten Details für diese makroskopische Sichtweise vernachlässigbar sind. In diesem Sinne wurden die Gleichungen der Elektrodynamik aufgestellt, ohne den submikroskopischen Aufbau der Materie kennen zu müssen. Durch den Vorgang der Mittelwertbildung werden die Grundgleichungen der Elektrodynamik formal nicht verändert. Ob gemittelte oder exakte Gleichungen gemeint sind, ergibt sich aus dem Kontext.
Die Beschreibung der Ladungsverteilung erfolgt mit der Raumladungsdichte {\displaystyle \rho } oder der Flächenladungsdichte {\displaystyle \sigma }. Ausgehend vom Coulombfeld einer Punktladung ergibt sich für das von der Raumladung {\displaystyle \rho } erzeugte elektrische Feld {\displaystyle {\vec {E}}} im Vakuum das gaußsche Gesetz:
{\displaystyle {\vec {\nabla }}\cdot {\vec {E}}={\frac {\rho }{\varepsilon _{0}}}}
Dabei ist {\displaystyle \varepsilon _{0}} die elektrische Feldkonstante. Anschaulich bedeutet das gaußsche Gesetz, dass elektrische Feldlinien von positiven Ladungen (Quellen) ausgehen und in negativen Ladungen (Senken) enden.
In der Relativitätstheorie wird das elektrische Feld mit dem Magnetfeld im Feldstärketensor zusammengefasst. Die Raumladungsdichte {\displaystyle \rho } (mit der Lichtgeschwindigkeit {\displaystyle c} multipliziert) bildet zusammen mit der elektrischen Stromdichte {\displaystyle {\vec {j}}} einen Vierervektor.

### Ladung und elektrischer Strom
Wenn ein elektrischer Strom fließt, dann wird die durch eine Fläche (beispielsweise die Querschnittsfläche eines elektrischen Leiters) hindurchfließende Ladungsmenge (hier auch Strommenge genannt) – bezogen auf die dazu benötigte Zeitspanne – als elektrische Stromstärke {\displaystyle I} bezeichnet.
Einfach gesagt entspricht der Zusammenhang von elektrischem Strom {\displaystyle I} und der Ladung {\displaystyle Q} der Aussage:
{\displaystyle I={\frac {\mathrm {d} Q}{\mathrm {d} t}}}
Die Ladungsmenge, die in der Zeitspanne zwischen {\displaystyle t_{0}} und {\displaystyle t} bewegt wurde, folgt aus der Integration beider Seiten:
{\displaystyle Q(t)=Q(t_{0})+\int \limits _{t_{0}}^{t}I(t)\ \mathrm {d} t}
Für einen zeitlich konstanten Strom vereinfacht sich der Zusammenhang zwischen Ladung und Strom zu:
{\displaystyle I={\frac {Q}{t}}\quad \Leftrightarrow \quad Q=I\cdot t}
Anhand dieser Gleichung wird auch besonders einfach klar, dass die Einheit Coulomb sich als {\displaystyle 1\,\mathrm {C} =1\,\mathrm {As} } darstellen lässt. Durch diese Beziehung der Basiseinheiten Ampere und Sekunde ist das Coulomb im Internationalen Einheitensystem festgelegt.
Wegen der Ladungserhaltung ändert sich die Ladungsmenge in einem bestimmten Raumbereich nur genau in dem Maße, wie Ladungen in diesen Raumbereich hinein- bzw. herausfließen. Die Ladungserhaltung entspricht somit der Kontinuitätsgleichung. Die betrachtete Ladung ist dabei gleich dem Volumenintegral der Ladungsdichte {\displaystyle \rho } innerhalb des Raumbereichs {\displaystyle V}. Die zeitliche Änderung dieser Ladung ist gleich dem Flächenintegral der Stromdichte {\displaystyle j} über die geschlossene Oberfläche {\displaystyle S} des Volumens {\displaystyle V} ({\displaystyle S=\partial V}, lies „Rand von {\displaystyle V}“) und ist gleich der elektrischen Stromstärke {\displaystyle I}. Die Stromrichtung aus dem Volumen heraus ist dabei als positiv definiert:
{\displaystyle -{\frac {\mathrm {d} }{\mathrm {d} t}}\iiint _{V}\rho \,\mathrm {d} V=\oiint _{\partial V}{\vec {j}}\cdot \mathrm {d} {\vec {S}}=I}
In anderer Schreibweise entspricht die Kontinuitätsgleichung der Aussage
{\displaystyle {\frac {\partial }{\partial t}}\rho (t,{\vec {x}})+{\vec {\nabla }}\cdot {\vec {j}}(t,{\vec {x}})=0,}
dabei ist {\displaystyle \rho (t,{\vec {x}})} die Ladungsdichte und {\displaystyle {\vec {j}}(t,{\vec {x}})} die Stromdichte.

## Messung der elektrischen Ladung

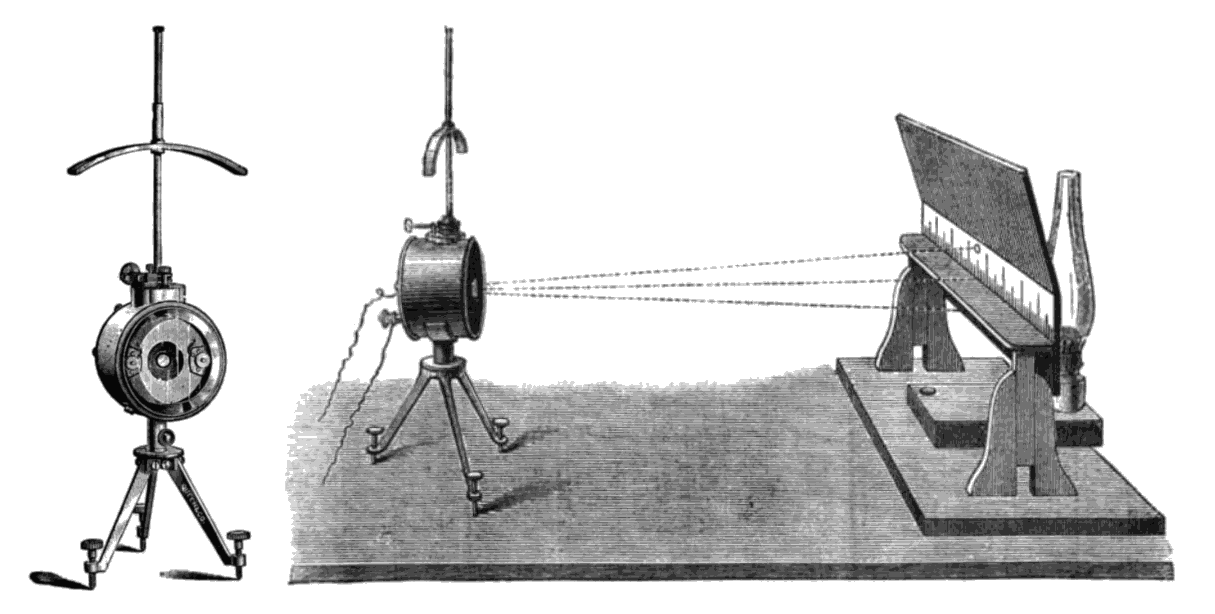
Thompsons Spiegelgalvanometer

Die Maßeinheit Coulomb ist seit der Revision des SI im Jahr 2019 dadurch definiert, dass der Elementarladung der Wert 1.602176634e-19 C zugewiesen wurde. Die Ladungsmenge von 1 Coulomb entspricht damit etwa 6,24 · 1018 Elementarladungen. Zur Bestimmung von Gesamtladungen können in der Regel nicht einfach die Ladungsträger abgezählt werden, weil deren Zahl zu groß ist.
Indirekt kann die ab- oder zugeflossene Ladungsmenge über die Messung der Stromstärke bestimmt werden: Fließt ein Strom konstanter Stärke {\displaystyle I} während der Zeit {\displaystyle t}, so transportiert er die Ladung {\displaystyle Q=I\cdot t}. Allgemein ist die Ladung, die in oder durch einen Körper geflossen ist, das Integral des elektrischen Stromes über der Zeit. Ist die Entladezeit kurz gegenüber der Schwingungsdauer eines ballistischen Galvanometers, so lässt sich die Ladung direkt als Amplitude der angestoßenen Schwingung ablesen.
Grundsätzlich kann man den Wert einer Ladung {\displaystyle Q} auch dadurch bestimmen, dass man in einem elektrischen Feld bekannter Feldstärke {\displaystyle {\vec {E}}} den Betrag {\displaystyle F} der Kraft auf einen geladenen Testkörper misst. Die Definition der Feldstärke liefert die Beziehung
{\displaystyle F=Q\cdot |{\vec {E}}|.}
Diese Methode unterliegt starken Einschränkungen: Der Testkörper muss klein, beweglich und elektrisch sehr gut isoliert sein. Seine Ladung darf das elektrische Feld nicht merklich beeinflussen, was aber schwer überprüfbar ist. Deshalb soll die Ladung gering sein – dann ist aber auch die Kraft schwierig messbar.

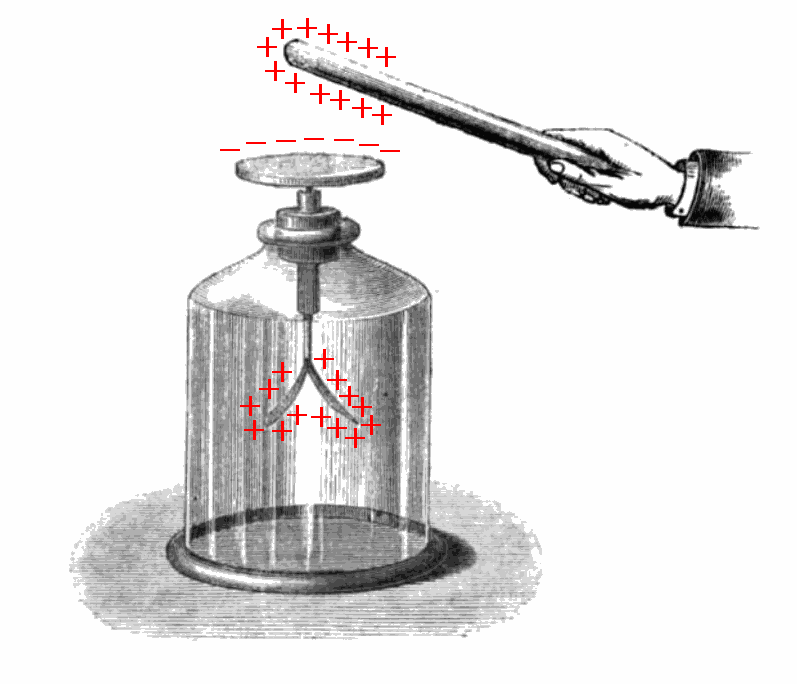
Elektroskop im Lehrbuch von 1881

Die aufgeführten Nachteile besitzt eine weitere Methode nicht, sie gelingt auch bei recht großen Ladungen. Grundlage ist die Beziehung zwischen der Kapazität {\displaystyle C} eines Kondensators und der elektrischen Spannung {\displaystyle U}:
{\displaystyle Q=C\cdot U}
Mit der zu messenden Ladung wird ein Kondensator bekannter Kapazität aufgeladen und dann dessen Spannung gemessen. Diese Messung muss allerdings hochohmig erfolgen, d. h. so, dass sie dem Kondensator nur vernachlässigbar wenig von der gespeicherten Ladung entnimmt. Das geschieht mit einem Elektroskop oder besser mit einem Impedanzwandler. Allerdings muss bei dieser Methode die Kapazität der Ladungsquelle bekannt sein, da ein Teil der Ladung dort verbleibt. Die spannungslose Messung mit einem Integrierer (ohne Eingangswiderstand auch als Ladungsverstärker bezeichnet) vermeidet dieses Problem.